# Colibrí cua-roig
El colibrí cua-roig (Heliodoxa rubricauda) és una espècie d'ocell de la família dels troquílids (Trochilidae).

## Descripció

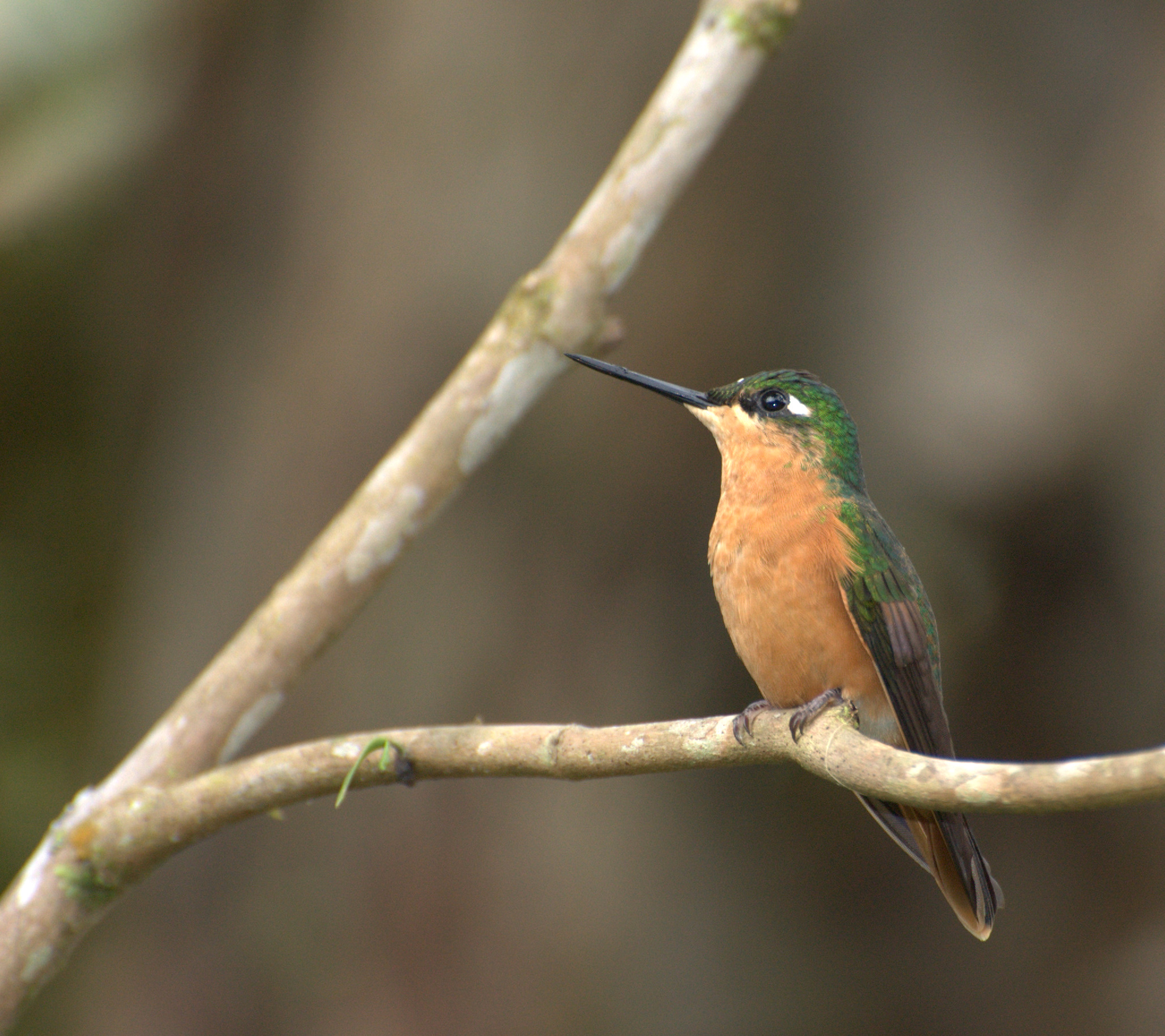
Femella

El colibrí cua-roig fa de 10,8 a 11,3 cm de llarg. Els mascles pesen de 7 a 9,2 g i les femelles de 5,9 a 7,1 g. Els dos sexes tenen un bec negre de llargada mitjana i una taca blanca darrere de l'ull. Els mascles adults tenen el front i la coroneta de color verd maragda iridescents, el clatell verd i l'esquena i el dors color bronze daurat. La barbeta és negre, la gola vermell robí brillant, el pit és verd maragda iridescent i el ventre gris fosc amb taques verdes. Les plomes centrals de la cua són de bronze daurat i la resta de color vermellós amb vores de bronze. Les femelles adultes tenen la coroneta i l'esquena de color verd herba i el dors canyella. Les parts inferiors són completament canyella. La cua és com la del mascle. Els joves són com les femelles amb l'addició de serrells de color beix a les plomes del cap. Els individus de morfologia melanística són freqüents.

## Distribució i hàbitat
El colibrí cua-roig es troba a l'est i el sud-est del Brasil des de Bahia al sud fins a Rio Grande do Sul. Habita a l'interior de boscos, garrigues, parcs i plantacions de plàtans, i es veu amb freqüència als alimentadors d'ocells. En altitud és més nombrosa per sota dels 500 m, però pot arribar fins als 1.500 m.

## Comportament

### Moviment
El colibrí cua-roig és majoritàriament sedentari, però localment fa alguns moviments d'elevació estacionals.[

### Alimentació
El colibrí cua-roig s'alimenta de nèctar d'una gran varietat de plantes amb flors i arbres, tant autòctons com introduïts. Els mascles sovint defensen els territoris d'alimentació i les femelles de vegades ho fan. També capturen petits insectes des d'una perxa.

### Cria
La temporada de reproducció del colibrí cua-roig abasta de novembre a març. Fa un niu de copa de material vegetal tou amb liquen a l'exterior i el col·loca en una branca horitzontal, normalment entre 3 i 10 m per sobre del terra. La femella incuba la posta de dos ous durant 15 a 16 dies; deixen el niu uns 25 dies després de l'eclosió.

## Sistemàtica

### Descripció original
L'espècie va ser descrita per primera vegada pel naturalista neerlandès Pieter Boddaert el 1783 sota el nom científic Trochilus rubricauda i la localitat tipus Brasil, restringit posteriorment per a Rio de Janeiro.

### Etimologia
El nom genèric femení Heliodoxa es compon de les paraules del grec antic «hēlios» que significa “sol”, i «doxa» que significa “glòria”, “magnificiència”; i el nom de l'espècie «rubricauda», es compon de les paraules del llatí «ruber» que significa “vermell”, i «cauda» que significa “cua”.

### Taxonomia
Aquesta espècie, l'única del gènere que es distribueix a la Mata Atlàntica de l'est del Brasil, va ser històricament tractada en un gènere monotípic Clytolaema, fins que els amplis estudis genètics de McGuire et al. (2014) van demostrar que l'espècie estava profundament inclosa en el gènere Heliodoxa. En la Proposta No 928 B al Comitè de Classificació de Sud-amèrica (SACC) es va aprovar la fusió del gènere Clytolaema a Heliodoxa, el que va ser seguit per algunes de les principals classificacions a excepció principalment de BirdLife International.
L'espècie és monotípica.